# Фримонт (остров)
Фримонт (англ. Fremont Island) — остров на Большом Солёном озере.
Площадь острова — 12 км², меняется с изменением уровня бессточного озера. Высшая точка, Касл-Рок, имеет высоту 1522 м над уровнем моря.   Низшая, побережье озера, в среднем находится на высоте 1290 м. Фримонт имеет форму треугольника и расположен северо-западнее крупнейшего острова Большого Солёного озера Антелоп-Айленд. Это третий по размерам остров озера, уступающий также и острову Стэнсбери. Редко, лишь в очень засушливые годы, к острову можно дойти по узкой косе.
Первое задокументированное описание местности европейцами датируется 1845 годом, когда Джон Фримонт и Кит Карсон достигли Большого Солёного озера. Остров был назван Фримонтом «разочарованием» (disappointment island).
В апреле 1848 года, через год после того, как мормонские пионеры добрались до Большого Солёного озера, Альберт Кэррингтон обогнул этот остров на лодке и назвали его Касл-Айленд из-за тронообразной формы на северной оконечности острова.
Впервые остров был назван Фримонт в 1850 году, когда капитан Говард Стэнсбери обследовал Большое Солёное озеро. Это название в конечном итоге прижилось. Хотя в 1859 году Дэн Миллер устроил здесь пастбище для полутора сотен овец, назвав остров в честь себя, Миллер-Айленд.
В 1886 году судья по имени Урайя Веннер, у которого диагностировали туберкулёз, перевёз на остров свою семью и поселился на острове из-за его отдаленности. Он с женой и детьми оставался там до своей смерти в 1891 году и здесь же был похоронен. Его жена Кейт покинула остров, повторно вышла замуж и умерла в 1942 году, завещал похоронить её рядом с Урайей, что и было исполнено.
Остров принадлежит округу Уибер, но в 2003 году был арендован компанией Barrow Land and Livestock. Экзотические виды животных были завезены на остров с целью в будущем предоставить уникальные возможности любителям охоты. В октябре 2013 года на острове была замечена дикая свинья. Это побудило власти штата провести расследование и обнаружить популяции незаконных видов. После штат и владельцы приступили к охоте на оставшихся животных с воздуха, чтобы предотвратить потенциальное распространение за пределы острова.
В декабре 2020 года остров был передан во владение штата Юта организацией The Nature Conservancy, которая приобрела остров, чтобы предотвратить его коммерческое развитие.
До 2018 года доступ на остров был ограничен, требовалось разрешение владельца. С 5 декабря 2020 года Фримонт посещают туристы, в основном на лодках с причала острова Антелоп.

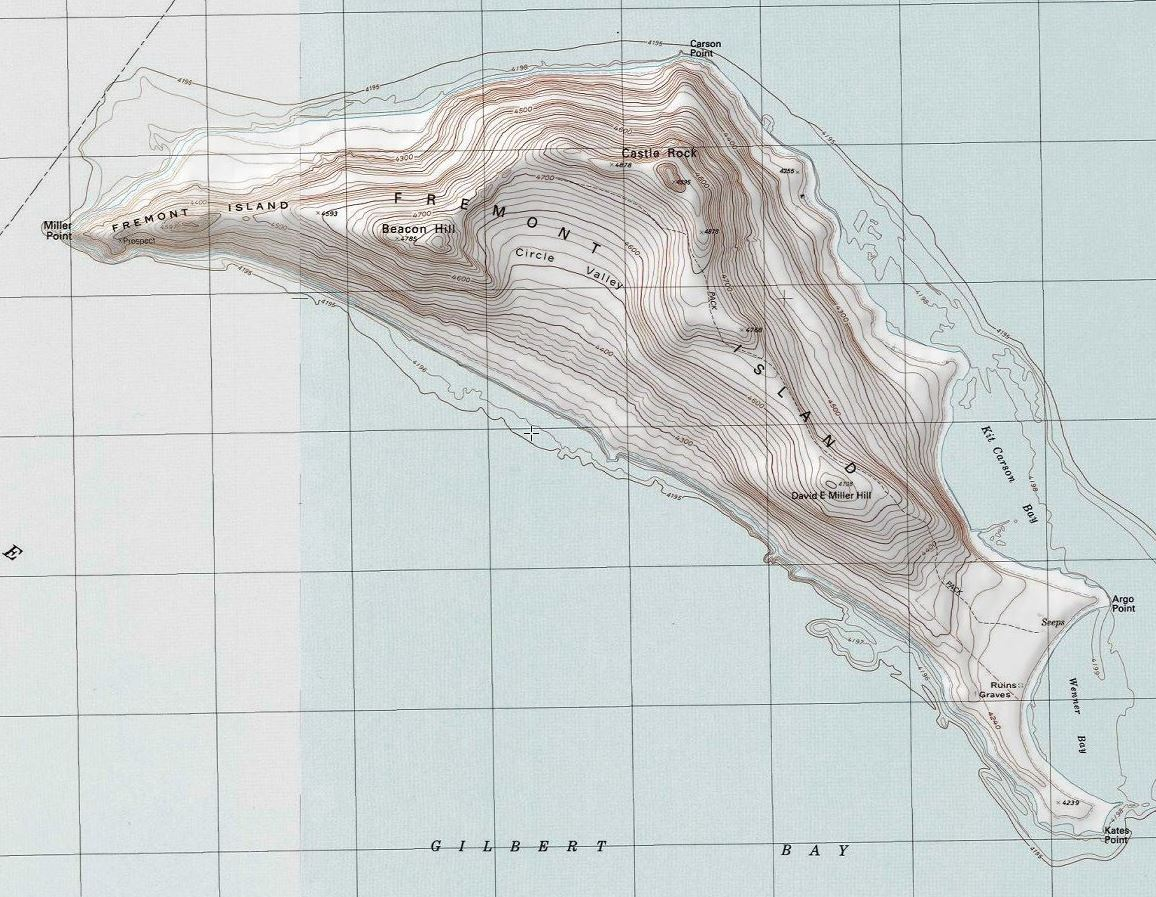
Карта острова Фримонт